# Star War the Third Gathers: Backstroke of the West
A Star War the Third Gathers: Backstroke of the West vagy röviden Backstroke of the West a 2005-ben megjelent Star Wars III. rész – A Sith-ek bosszúja című Csillagok háborúja mozifilm hírhedtté vált kínai bootleg változata.
Ezen 2010-ben megjelent verzió jellegzetessége, hogy az alkotók, akik a nem hivatalos kínai piacra szánták a művet, gépi fordítással lefordították egyszerűsített kínai nyelvre a film dialógusát egy hallás utáni fordítóprogram segítségével, majd az így módosult, sok esetben csonkolt vagy félreértett mondatokat visszafordították (szintén gépi fordítással) angol nyelvre. A végeredmény nyelvtanilag, logikailag és az eredeti történet szempontjából is meglehetősen hibás, rengeteg értelmetlen vagy egyenesen mulatságos párbeszédet, nevet és történeti elemet tartalmaz. Szinte minden filmes karakter neve módosult egy értelmetlen verzióra (pl. Anakin Skywalkerből "Allah Gold", Obi-Wan Kenobiból pedig "Ratio Tile" lett), ahogy a filmben található csoportok és szervezetek is új nevet kaptak (pl. a jedik "Hopeless Situation Warrior" [=reménytelen helyzet harcosai], a sithek pedig "West" névre lettek keresztelve). A filmben elhangzó mondatok emellett szinte egytől egyig erősen hibásak nyelvtanilag, és általában a legcsekélyebb közük sincs az eredeti történethez, vagy akár az adott jelenet kontextusához. A nevek torzulása annak is köszönhető, hogy a fordítóprogram megpróbálta "felismerni" az adott neveket mint értelmes szavakat, ezeket lefordította kínaira (ahol betűk helyett összetett karakterek találhatóak, sokszor egy szó két másik szó karaktereiből tevődik össze stb.), majd az így kapott végeredményt visszafordították angolra. Ennek a folyamatnak az eredménye többek között a filmben többször említett "The Good Elephant" nevű szereplő létrejötte is, akinek semmi köze bármelyik eredeti karakterhez, az eredeti filmben nincs semmilyen elefánt. A szereplő az angol "like" (magyarul "olyan, mint") kifejezés kínai megfelelőjének (好像) kettébontásából jött létre, amely a 好 ("jó") és a 像 (az elefántot jelölő tradicionális karakter) jelekből áll össze.
A bootleget egy Jeremy Winterson nevű személy tette népszerűvé, aki a kínai piacon talált egy példányt a DVD-ből, és megosztotta az abban található röhejes dialógusokat az interneten. A bootleg hamarosan igazi kultstátuszba emelkedett a rajongók körében, mémek garmadáját termelve ki magából. Saját IMDb-oldallal, Fandom Wikivel és Reddit folyammal rendelkezik, az eredeti, YouTube-ra feltöltött változatot pedig eltávolítása előtt több mint kétmillióan látták.

## Szereplők
| Eredeti kánon név     | Bootleg név                              | Megjegyzések                                                 |
| --------------------- | ---------------------------------------- | ------------------------------------------------------------ |
| Anakin Skywalker      | Allah Gold / The Peaceful Is Willing To  |                                                              |
| Obi-Wan Kenobi        | Ratio Tile / The Section Pulls the Ratio |                                                              |
| Padmé Amidala         | The Plum Of / The Gets The Rice          |                                                              |
| Palpatine főkancellár | D The Superior / D The Speaker           |                                                              |
| Yoda                  | Vanquish Is                              | az eredeti férfi szinkron helyett idős női hangon szólal meg |
| Mace Windu            | Text How Big                             |                                                              |
| Grievous tábornok     | Space General                            |                                                              |
| Dooku gróf            | The / Drop                               |                                                              |
| Bail Organa           | Senator                                  |                                                              |
| C-3PO                 | Blow The Skin                            |                                                              |
| R2-D2                 | R2                                       |                                                              |
| Cody parancsnok       | Commanding Officer                       |                                                              |
| Darth Sidious         | West Emperor                             |                                                              |
| Darth Vader           | Reaching The West Of Reaches             |                                                              |
| Chewbacca             | Drag Along                               |                                                              |
| Tarfful               | See Again                                |                                                              |
| Tion Medon            | Pimping Mainland Official                |                                                              |
| Raymus Antilles       | This With In                             |                                                              |
| Leia Organa           | See                                      |                                                              |
| Luke Skywalker        | See Me                                   |                                                              |
| Darth Plagueis        | Reach The Man                            | csak említik                                                 |
| -                     | The Good Elephant                        | eredetileg nem létező karakter                               |

## Szavak és kifejezések
| Eredeti                             | Bootleg                                 |
| ----------------------------------- | --------------------------------------- |
| Jeditanács                          | Presbyterian Church                     |
| Jedi                                | Hopeless Situation Warrior              |
| Sith                                | West                                    |
| Sith nagyúr                         | Big / Dark                              |
| Galaktikus Köztársaság              | Gram Republic                           |
| Független Rendszerek Konföderációja | Abruption Doctrine / Abruption Alliance |
| klónkatona                          | gram                                    |
| az Erő                              | dint                                    |
| az Erő világos oldala               | Wish Power                              |
| az Erő sötét oldala                 | Dark / Dark World                       |
| padawan / ifjonc                    | child (többes szám: childses)           |
| fénykard                            | sword                                   |
| droid                               | robot                                   |
| csillaghajó                         | airship                                 |
| buckalakók                          | pathetic people                         |
| a galaxis                           | Milky Way                               |
| Utapau                              | Pimping Mainland                        |
| Mustafar                            | Wood Method Star                        |
| életben lenni                       | to be on the hoof                       |